# NGC 247
NGC 247也稱為科德韋爾62，但通常暱稱為爪子星系，是位於鯨魚座的一個中間螺旋星系（然而它有時被歸類為矮螺旋星系），距離大約1110萬光年。這一距離在2011年2月下旬得到證實。之前的量測認為該星系距離我們約1,220萬光年，但事實證明這是錯誤的。NGC 247是玉夫座星系群的成員，直徑約70, 000光年。
NGC 247在其螺旋盤的一側有一個異常大的空洞。這個空洞包含一些較老、較紅的恆星，但沒有較年輕、較藍的恆星。

## 附近星系和星系群資訊
NGC 247是與玉夫座星系（NGC 253）引力結合的幾個星系之一。玉夫座星系群是離銀河系最近的星系群之一，而這些星系在玉夫座星系群的中心形成了一個小核心。與玉夫座星系群相關的大多數其它星系與這個核心的引力聯系很弱。

## 伯比奇鏈
1963年，傑佛瑞·伯比奇和瑪格麗特·伯比奇發現了一組位於NGC 247東北半方的五個背景星系。這種組合被稱為伯比奇鏈，並且在1977年被列入沃龍佐夫-維拉米諾夫相互作用星系目錄稱為VV 518。這5個星系個別的也被確定為NGC 247A、 NGC 247B、NGC 247C、NGC 247D、和ESO 540-025。.

## 圖片庫

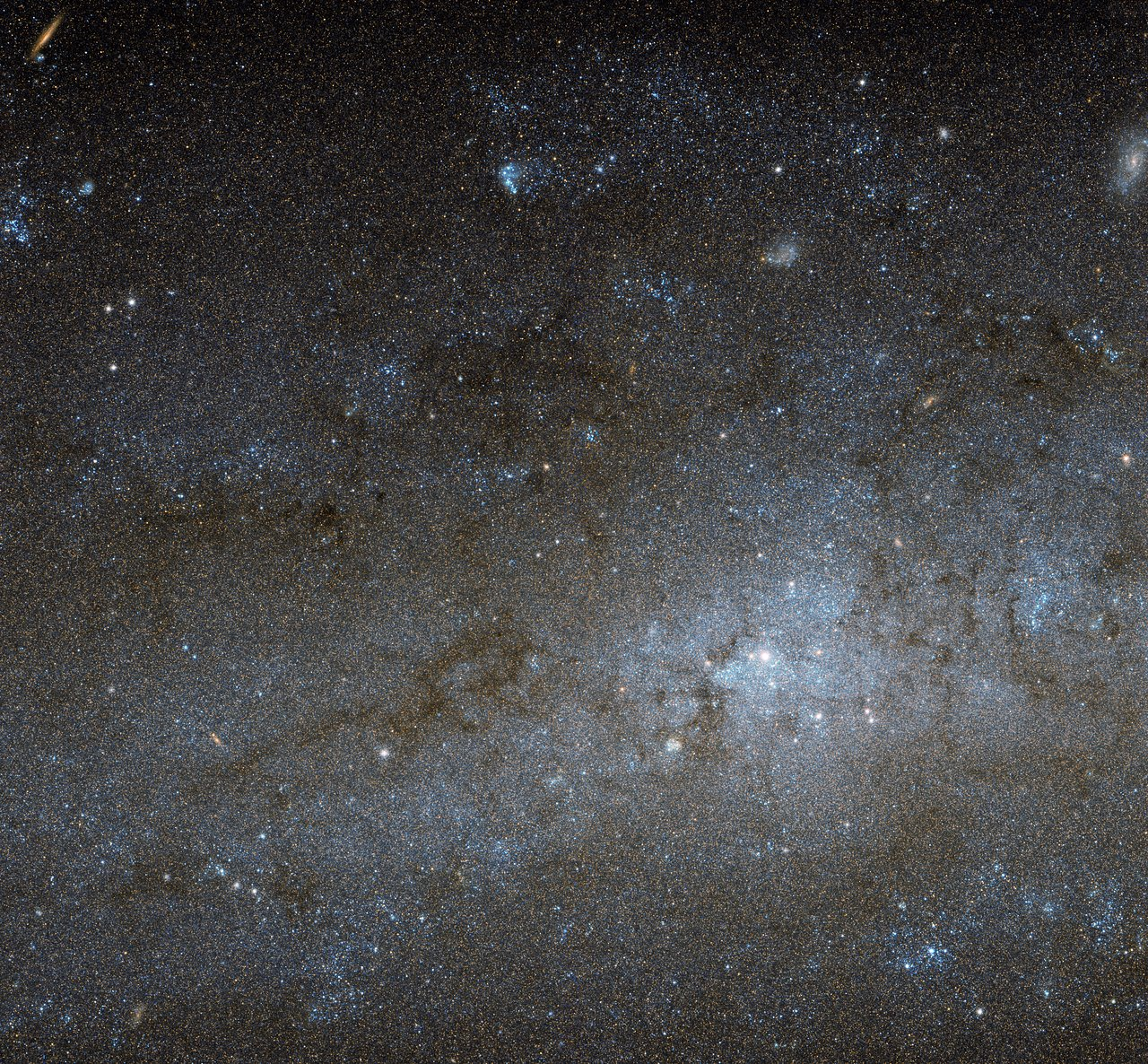
哈伯太空望遠鏡拍攝的NGC 247中心[10]。
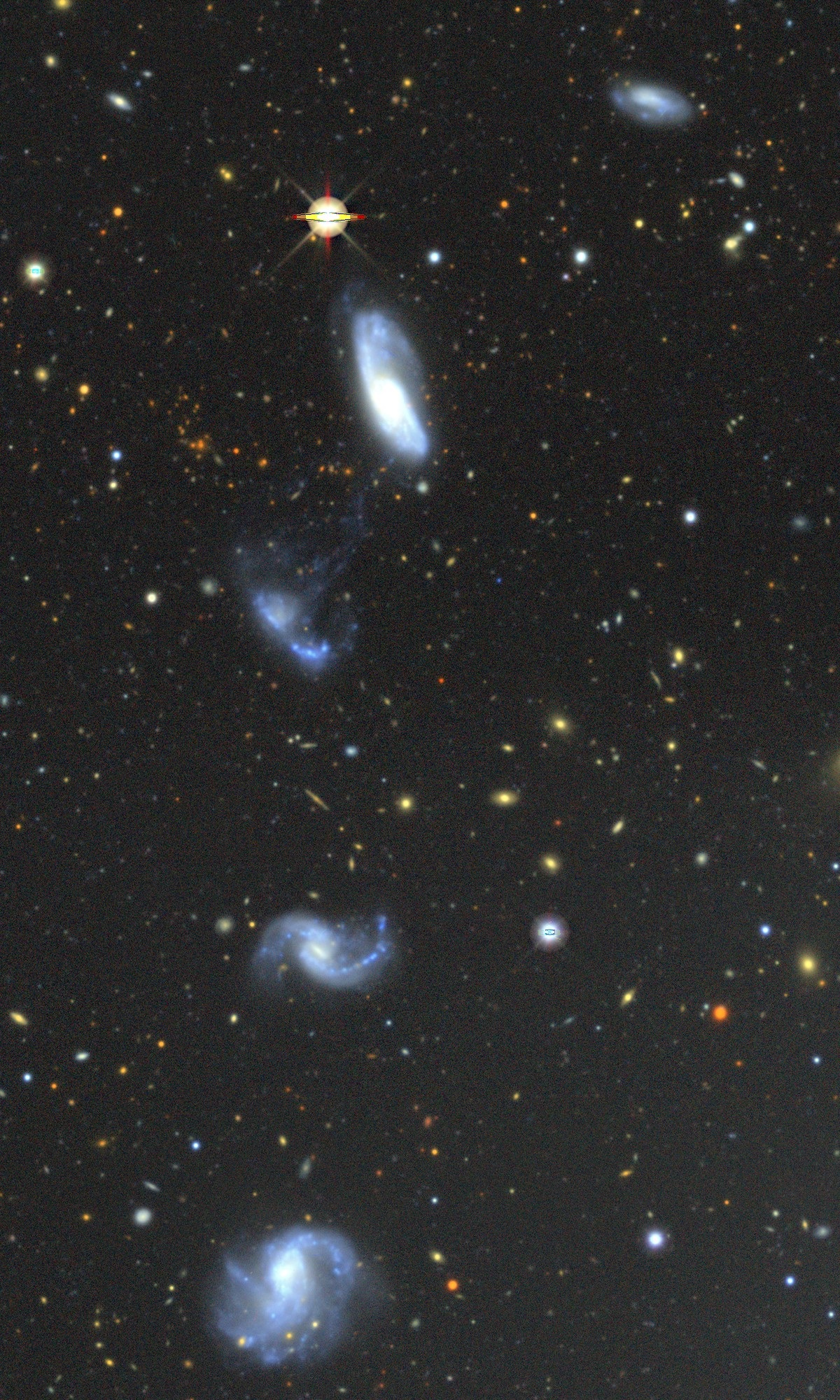
Burbidge's Chain 由暗能量光譜儀的DESI傳統影像調查拍攝的伯比奇鏈：DR10。

## 外部連結
- 维基共享资源上的相關多媒體資源：NGC 247
- WikiSky上关于NGC 247的内容：DSS2, SDSS, GALEX, IRAS, 氢α, X射线, 天文照片, 天图, 文章和图片

| 天文學目錄           | 天文學目錄                                           | 天文學目錄 |
| -------------------- | ---------------------------------------------------- | ---------- |
| NGC天體表：          | NGC 245 - NGC 246 - NGC 247 - NGC 248 - NGC 249      |            |
| 主要星系目录：       | PGC 2756 - PGC 2757 - PGC 2758 - PGC 2759 - PGC 2760 |            |
| 科德韦尔深空天体表： | C60 - C61 - C62 - C63 - C64                          |            |